# Moritzburgi kastély
A moritzburgi kastély (németül: Schloss Moritzburg) a németországi Moritzburgban, Drezdától mintegy 13 km-re, egy mesterséges szigeten épült barokk vadászkastély. Gyönyörű példája a középkori várépítészetnek. Az építtető szász Móric herceg után kapta elnevezését. A környező erdőségek és tavak a szász uralkodók és választófejedelmek kedvelt vadászterületeinek számítottak.

## Története
Az eredeti kastély 1542–1546 között épült a területen a Wettin-házból származó Móric szász választófejedelem megrendelésére. A korabeli divattól eltérően a kastély várszerű, négy hatalmas saroktoronnyal, felvonóhidakkal (amiknek valódi védelmi funkciójuk természetesen nem volt). Később II. János György szász választófejedelem kibővíttette és a korai barokk kápolnája is ebben az időszakban (1661–1671 között) készült el. Ezt a kápolnát a választófejedelem építésze, Wolf Caspar von Klengels tervezte. 1697-ben szentelték fel, miután II. János György unokája, I. Frigyes Ágost megkeresztelkedett, hogy biztosítsa a lengyel királyi címét (II. (Erős) Ágost néven volt lengyel király), az épület az ő elképzeléseit tükrözi. 1723–1733 között Matthäus Daniel Pöppelmann és Zacharias Longuelune tervei alapján újjáépítették és ekkor alakították ki a parkját és számos környékbeli tavat is.
A kastély környéke tovább fejlődött III. Frigyes Ágost Szászország választófejedelme idején a 18. század végén. A kis Fácán kastélyt (németül: Fasanenschlösschen) ekkor építtették, 1770–1776 között. Ebben az időben került ide Vénusz kútja, a Nagy-tó melletti móló és világítótorony, mely a barokk idők szórakozásaira emlékeztet és ekkor került kialakításra Camillo Marcolini gróf lakosztálya is.
Ernő Henrik szász herceg volt a Wettin-ház utolsó képviselője, aki a kastélyban élt 1933–1945 között. 1945-ben a második világháború után vesztette el birtokait, a szovjet éra idején.

## Képgaléria

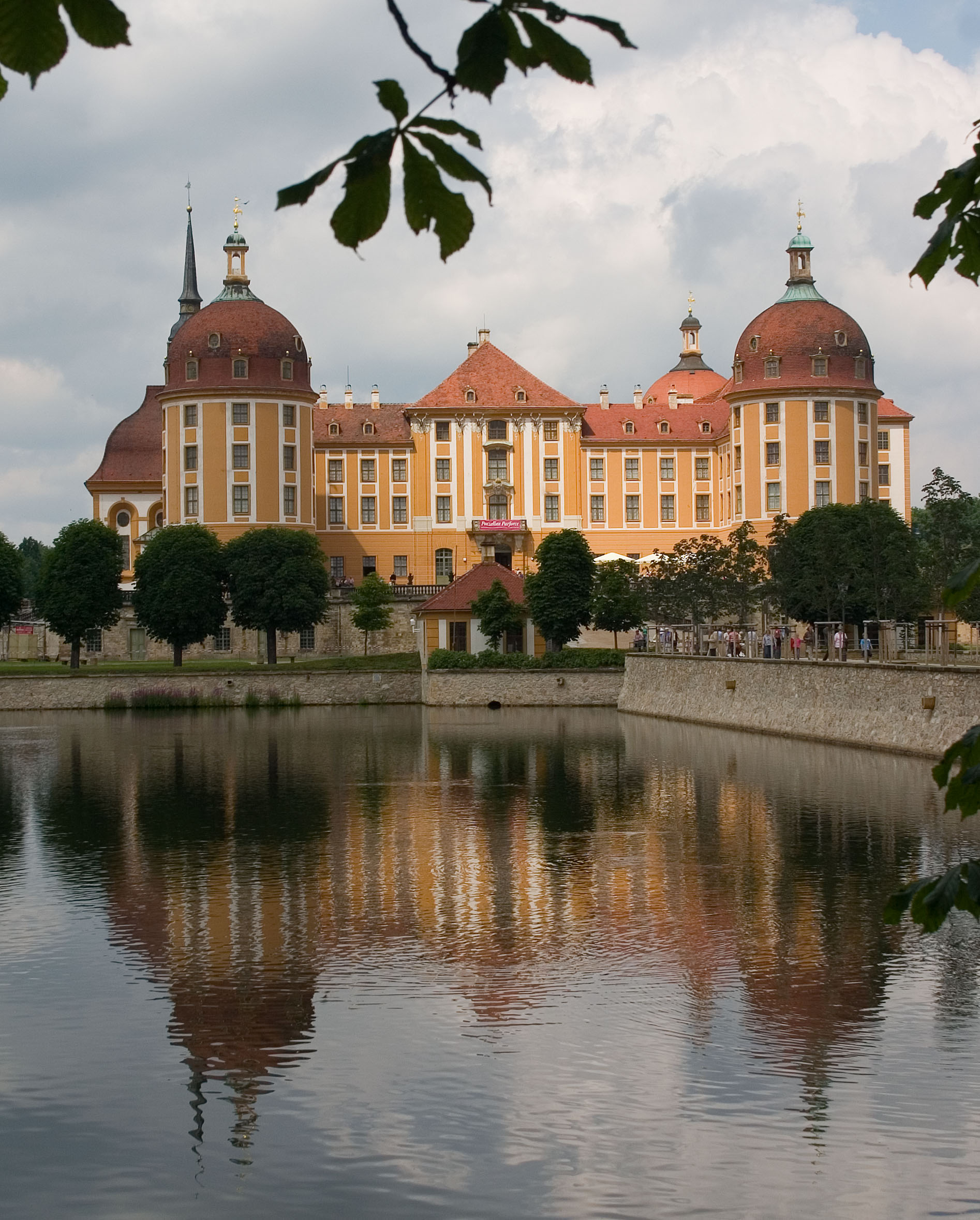
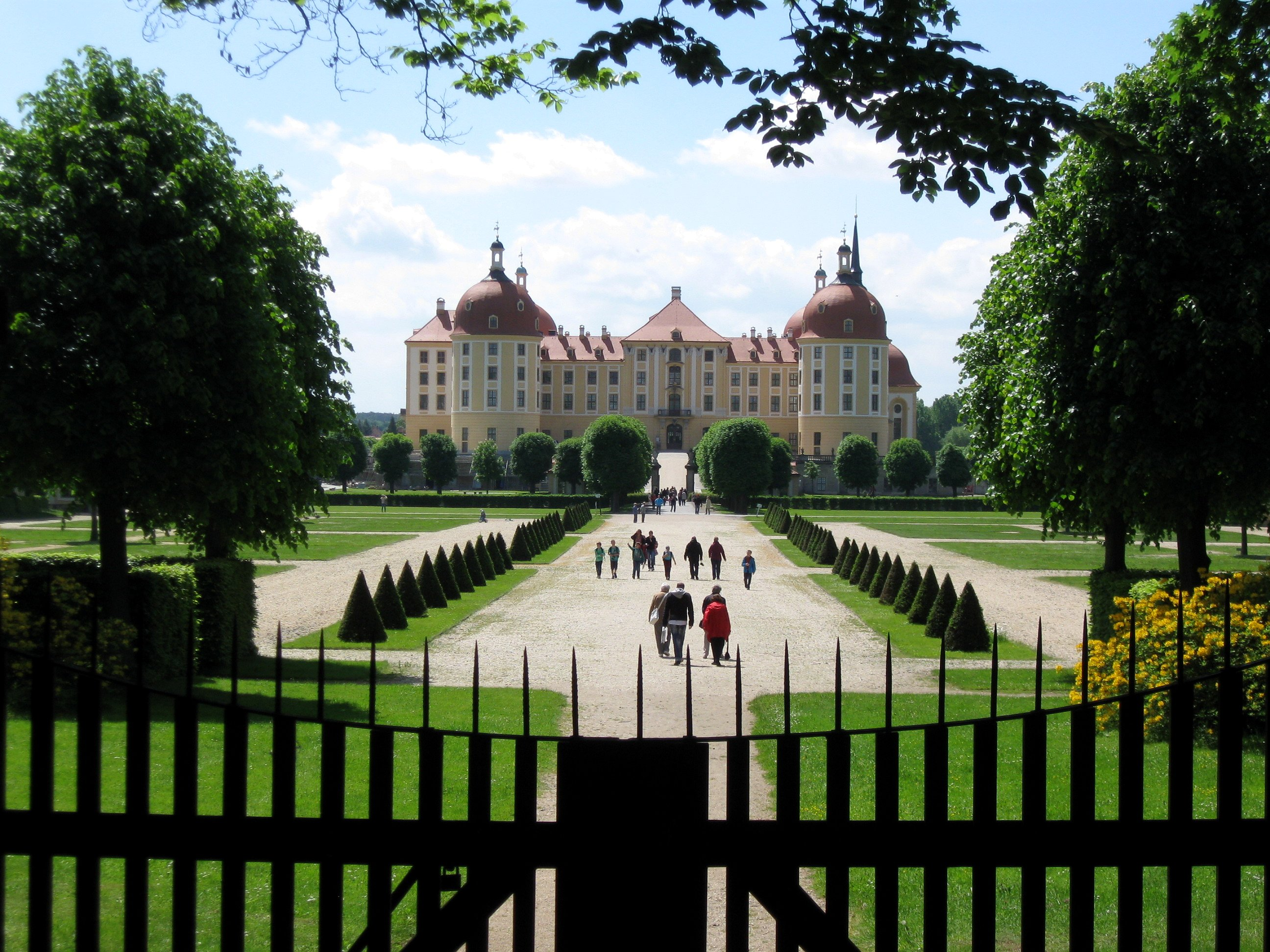
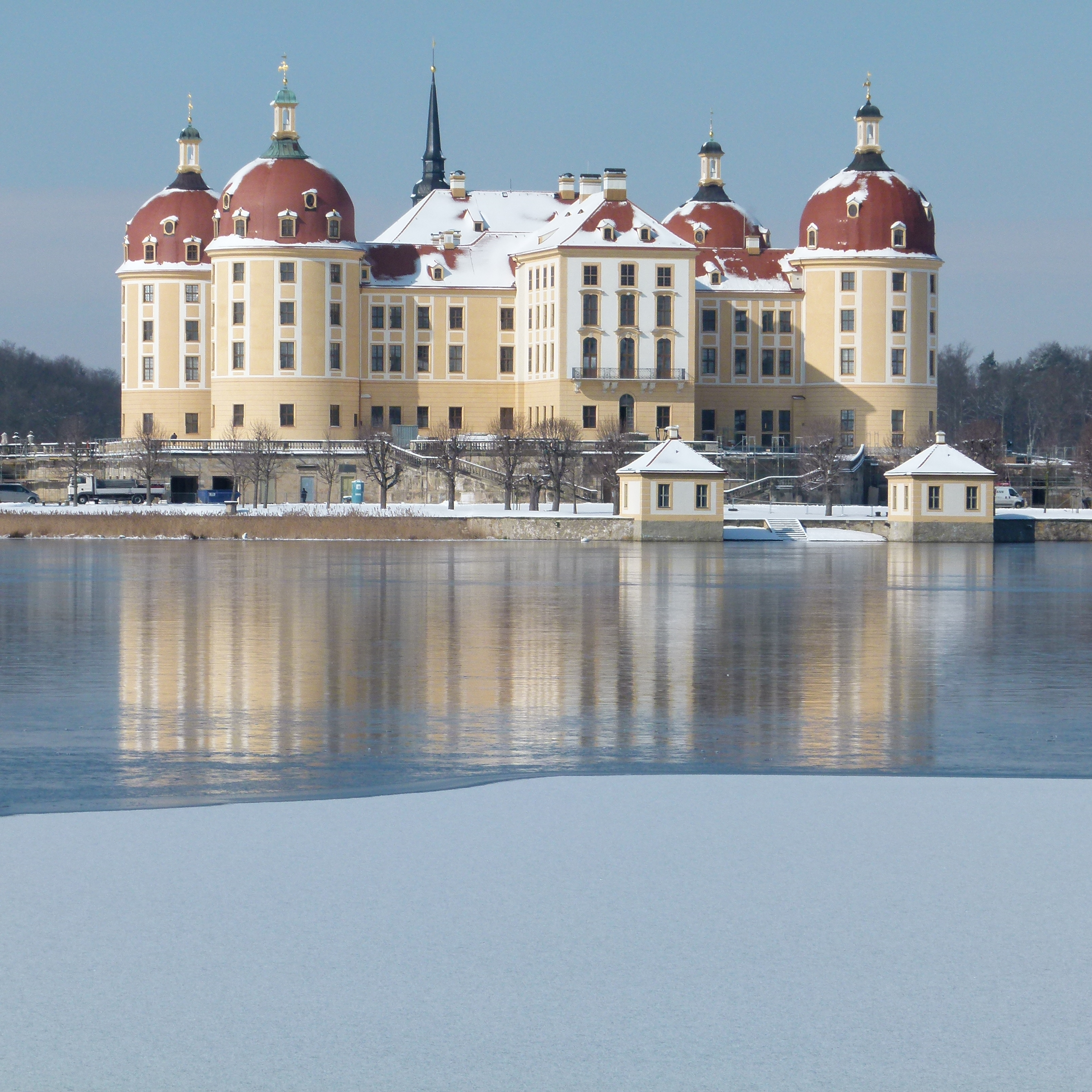
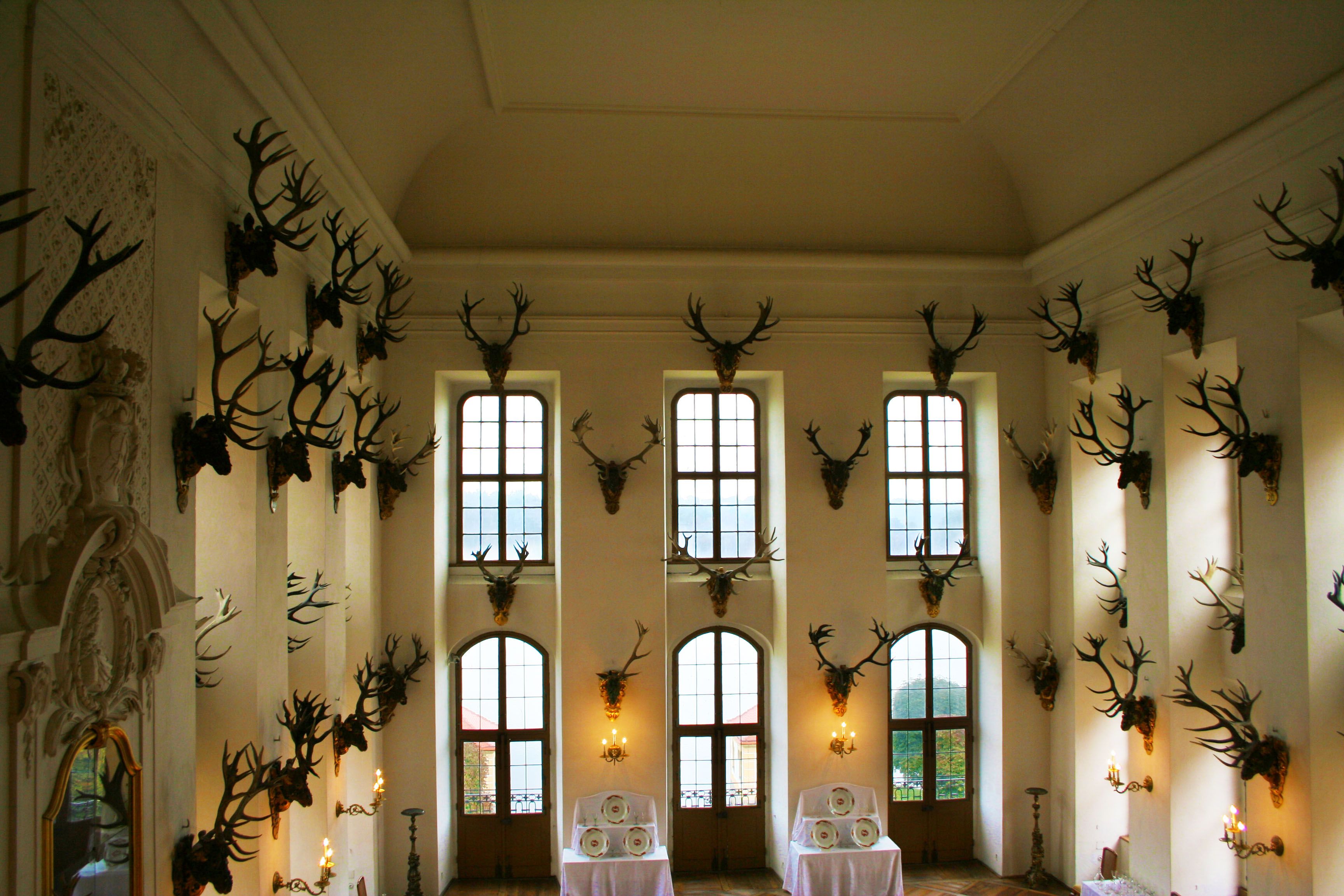
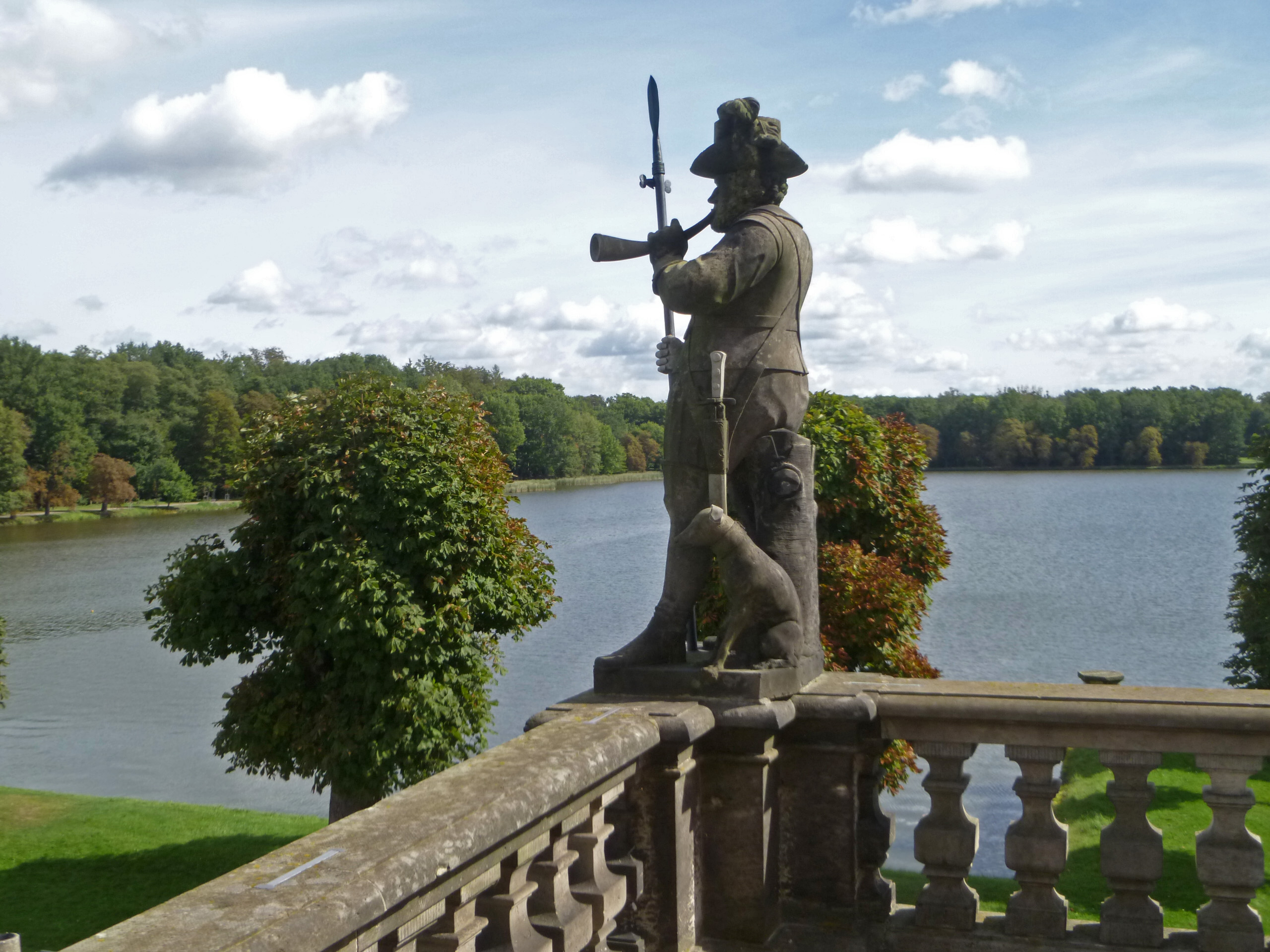
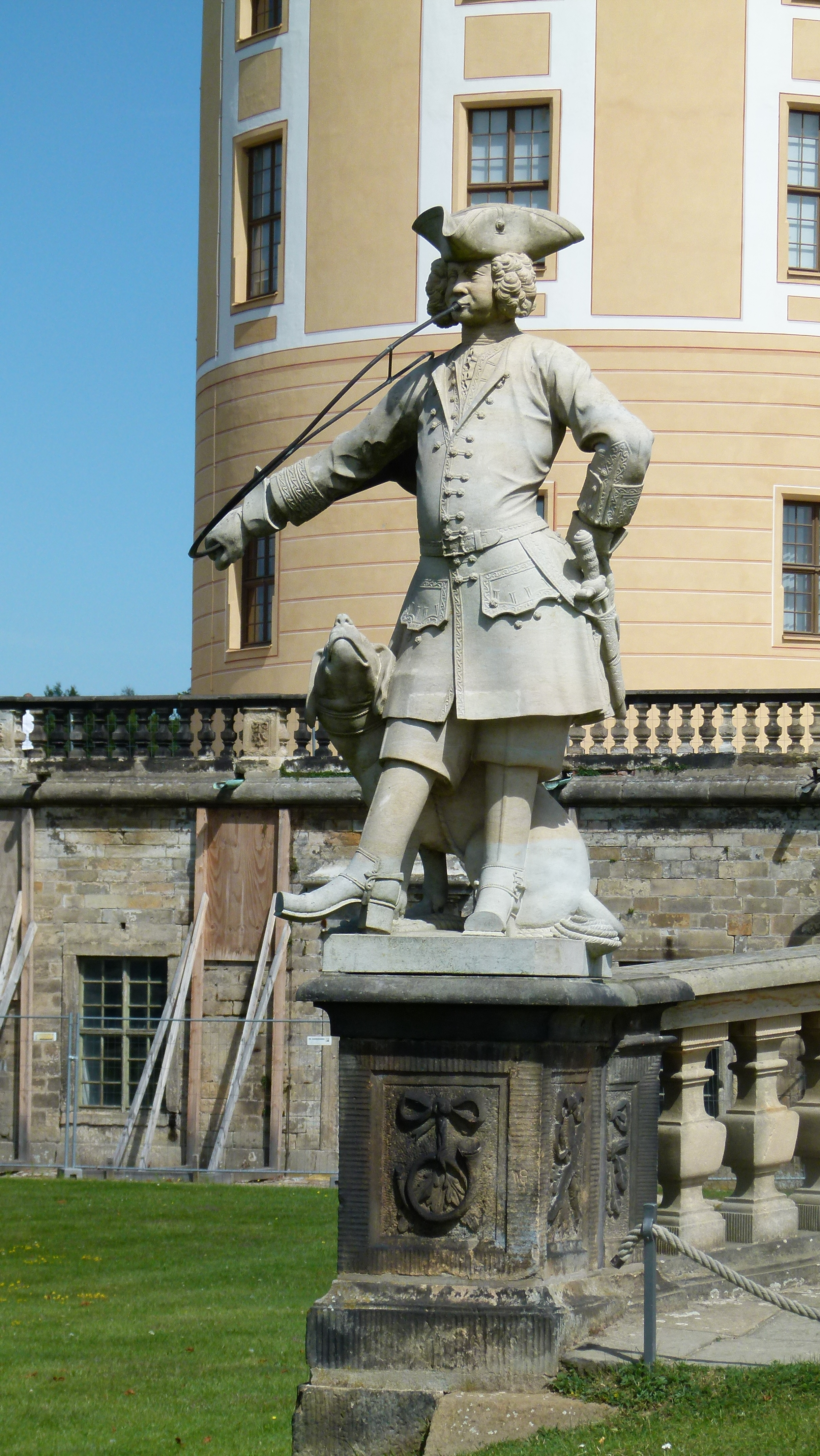
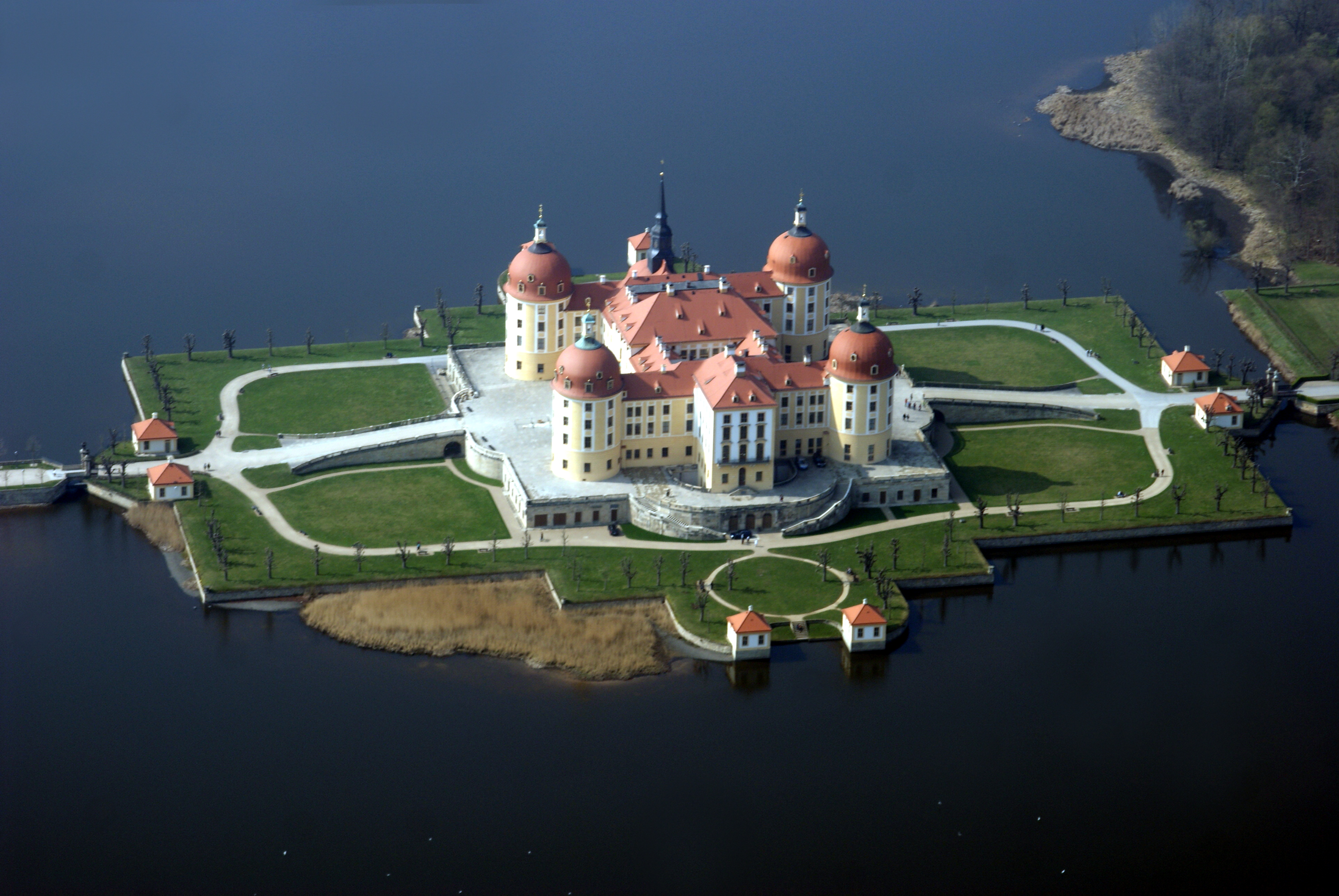

## Fordítás
- Ez a szócikk részben vagy egészben  a   Moritzburg Castle című angol Wikipédia-szócikk fordításán alapul.  Az eredeti cikk szerkesztőit annak laptörténete sorolja fel. Ez a jelzés csupán a megfogalmazás eredetét és a szerzői jogokat jelzi, nem szolgál a cikkben szereplő információk forrásmegjelöléseként.